# Бейлік (Румунія)
Бейлік (рум. Beilic) — село у повіті Бузеу в Румунії. Входить до складу комуни Седжата.
Село розташоване на відстані 101 км на північний схід від Бухареста, 16 км на південний схід від Бузеу, 88 км на південний захід від Галаца, 126 км на південний схід від Брашова.

## Населення
За даними перепису населення 2002 року у селі проживали 448 осіб, усі — румуни. Усі жителі села рідною мовою назвали румунську.